# Yuna Itō
Yuna Itō (伊藤由奈 Itō Yuna?,  20 de septiembre, 1983) es una cantante de J-Pop y actriz estadounidense nacida en Los Ángeles, Estados Unidos. De origen mitad japonés, por parte de su padre, y mitad coreo-estadounidense, por parte de su madre.

## Biografía
Yuna nació en la ciudad de Los Ángeles, Estados Unidos, y vivió algunos meses en esa ciudad antes de mudarse a Hawái, ciudad donde residió durante toda su adolescencia. Se graduó en la McKinley High School en el año 2001, tras lo que comenzó su carrera como cantante y actriz.
Después de trasladar su residencia a Japón, en el año 2005, realizó una audición para el papel de Reira Serizawa, uno de los personajes principales de la adaptación cinematográfica de acción en vivo del manga Nana. A su vez, firmó un contrato con el sello discográfico Sony Music Entertainment Japan, discográfica encargada de la banda sonora de la película, y eso le dio la oportunidad de grabar uno de sus temas principales. Su primer sencillo, titulado "ENDLESS STORY", lanzado al mercado el 7 de septiembre de 2005 con el nombre de REIRA starring YUNA ITO la dio a conocer dentro de la industria discográfica en Japón. En su debut alcanzó el n.º 2 de las listas de Oricon. Poco más tarde, la película de Nana se estrenó con gran éxito. Con ese primer sencillo obtuvo varios premios a "Mejor Artista Revelación", entre los que destacan los Best Hit Kayousai y los Japan Gold Disc Award del año 2005.
Aunque muchos pensaron que el hecho de que Yuna hubiera logrado un debut tan explosivo convertiría su carrera en un fugaz espejismo, los siguientes trabajos lanzados por la cantante, el sencillo de doble cara A "Faith / Pureyes" y su tercer sencillo "Precious", lograron entrar igualmente al Top 10 de Oricon y convertirse en éxitos. Del primero se vendieron más de 50 mil copias y del segundo más de 200 mil. Meses más tarde, Yuna lanzó, casi simultáneamente, dos sencillos de edición limitada: "stuck on you" y "losin'", ambos lograron ser de los 20 singles más vendidos en su primera semana de ventas. Por esa misma época, se anuncia el comienzo del rodaje de la secuela de Nana, donde Yuna retoma su papel como Reira Serizawa.
Poco después de que su sexto sencillo, "Truth", obtuviera el mismo éxito que su primer sencillo, REIRA starring YUNA ITO, y se colocase entre los 10 sencillos más vendidos de Japón, se anunció el lanzamiento del primer álbum de estudio de Yuna, "HEART", que finalmente se pondría a la venta el 24 de enero de 2007, dos años después de su debut. El álbum contenía todos los sencillos lanzados por la cantante en 2005, desde su exitoso debut, así como varios de los trabajos lanzados en 2006. "HEART" fue todo un éxito en ventas, debutó en el n.º 1 de listas de éxitos como Oricon.

## Discografía

### Sencillos
1. ENDLESS STORY (7 de septiembre de 2005) Lanzado bajo el nombre Reira starring Yuna Itō
2. Faith / Pureyes (1 de marzo de 2006)
3. Precious (3 de mayo de 2006)[1]
4. stuck on you (9 de agosto de 2006)
5. losin' (6 de septiembre de 2006)
6. Truth (6 de diciembre de 2006) Lanzado bajo el nombre Reira starring Yuna Itō
7. I'm Here (14 de marzo de 2007)
8. Mahaloha (27 de junio de 2007)
9. Urban Mermaid (24 de octubre de 2007)
10. Anata ga Iru Kagiri ~A World to Believe In~ (16 de enero de 2008) En dúo con Céline Dion
11. Miss You (3 de septiembre de 2008)
12. Koi wa Groovy x2 (26 de noviembre de 2008)
13. Trust You (4 de marzo de 2009)
14. Let it Go (11 de noviembre de 2009)[2]
15. Mamotte Agetai (3 de noviembre de 2010)

### Álbumes
1. HEART (24 de enero de 2007)[3]
2. WISH (20 de febrero de 2008)
3. DREAM (27 de mayo de 2009)

### Álbumes recopilatorios
1. Love: Singles Best 2005—2010 (8 de diciembre de 2010)[4]

## Filmografía

### Cine
- NANA (2005) - como Reira Serizawa.
- NANA 2 (2006) - como Reira Serizawa.

### Otros
- Celine: Through the Eyes of the World (2010) - como ella misma; el film, estrenado en cines de Estados Unidos, Canadá, Australia e Inglaterra, es un documental-concierto.